# ふたりの急行列車
「ふたりの急行列車」（ふたりのきゅうこうれっしゃ）は、1974年4月25日に発売されたチェリッシュの10枚目のシングル。

## 概要
作詞作曲は、前作『恋の風車』に引き続き林春生と筒美京平が担当している。前作からさらにサウンド志向を強めた軽快な作品となっている。
オリコン週間チャートでは最高位は7位とTOP10以内にチャートイン。（2022年現在で）最後のTOP10シングルとなっている。

## 収録曲
- 両楽曲共に、作詞：林春生／作曲・編曲：筒美京平

1. ふたりの急行列車（2分40秒）
2. 愛のペンダント（2分34秒）

## 収録アルバム
- メルヘンの旅 チェリッシュ・オリジナル5 (#1、#2)
- ベスト・コレクション'75  (#1)

## カバー
ふたりの急行列車
- ヤング101（1974年） - メンバーの太田裕美と木下とも子の歌唱でアルバム『さよならステージ101』収録。
- 南沙織（1974年） - アルバム『夏の感情』収録。